# Lucrecia Reyes-Urtula
Lucrecia Reyes-Urtula (Iloilo City, 29 juni 1929 - 4 augustus 1999) was een Filipijns choreograaf en artistiek directeur. Ze werd in 1988 door benoemd tot nationaal kunstenaar van de Filipijnen. 

## Biografie
Lucrecia Reyes-Urtula werd geboren op 29 juni 1929 in Iloilo City. Ze studeerde aan de Philippine Women's University en behaalde daar in 1950 haar Bachelor of Science diploma lichamelijk opvoeding. Daarna volgde ze opleidingen ballet en moderne dans aan de University of California en het San Francisco State College.
Ze was de vanaf de oprichting van de Bayanihan Philippine National Folk Dance Company eind jaren vijftig ruim 30 jaar lang directeur dans bij dit gezelschap. In de jaren 60 reisde ze door het hele land om overal de dans van de culturele minderheden te bestuderen. Ze gebruikte de opgedane kennis voor het ontwikkelen van choreografieën voor Bayanihan. Enkele van haar meest geprezen dansen zijn de singkil; de vinta, een dans ter ere van de Filipijnse zeilkunsten; tagabili, een verhaal over conflicten tussen stammen; pagdiwata en salidsid, een dans uit de Filipijnse bergen. Het gezelschap toerde diverse keren de wereld rond met typische Filipijnse volksdansoptredens en kreeg daarbij veel prijzende kritieken. 
Ze schreef ook diverse boeken over dans waaronder Philippine National Dances (1946), Gymnastics for Girls (1947), Fundamental Dance Steps and Music (1948), Foreign Folk Dances (1949), Dances for all Occasion (1950), Playground Demonstration (1951) en Philippine Folk Dances, Vol. I-VI. Voor haar werk ontving Reyes-Urtula diverse belangrijke onderscheidingen. Zo kreeg ze in 1963 een Republic Cultural Heritage Award van president Ramon Magsaysay en won ze met het Bayanihan Folk Arts Center in 1965 een Ramon Magsaysay Award. In 1988 werd ze door president Corazon Aquino benoemd tot nationaal kunstenaar van de Filipijnen in de categorie dans
Reyes-Urtula overleed in 1999 op 70-jarige leeftijd. Ze was getrouwd met Dalmacio Urtula en kreeg met hem drie kinderen.